# Identité de Kaya

Facteurs expliquant les émissions de.

L'identité de Kaya, ou équation de Kaya, relie les émissions anthropiques de dioxyde de carbone (CO2) à des paramètres d'ordre démographique, économique et énergétique. Elle a été élaborée par l’économiste japonais Yoichi Kaya en 1993. Selon Kaya, le niveau total d'émission peut s'exprimer comme le produit de quatre facteurs : la population, le PIB par habitant, l'intensité énergétique et le contenu en CO2 de l'énergie consommée. Cette identité est utilisée pour analyser ou simuler l'évolution des émissions mondiales de CO2 dans le cadre des politiques de lutte contre le réchauffement climatique.

## Présentation
L'identité de Kaya est l'application aux émissions de dioxyde de carbone (CO2) des identités génériques I = PAT qui visent à relier un impact sur l'environnement à la taille de la population (P), sa richesse (A, en anglais : affluence)) et sa technologie (T),. Elle s'écrit :
{\displaystyle \mathrm {CO} _{2}=\mathrm {POP} \times {\frac {\mathrm {PIB} }{\mathrm {POP} }}\times {\frac {\mathrm {E} }{\mathrm {PIB} }}\times {\frac {\mathrm {CO} _{2}}{\mathrm {E} }}}
avec :
- CO2 : émissions anthropiques mondiales de CO2 ;
- POP : population mondiale ;
- PIB : produit intérieur brut mondial ;
- E : consommation mondiale d'énergie primaire

et :
- PIB / POP : produit intérieur brut par habitant, une mesure du niveau de vie moyen ;
- E / PIB : intensité énergétique du PIB, la quantité d'énergie utilisée pour produire un euro de biens ou services ;
- CO2 / E : intensité carbone de l'énergie, la quantité de CO2 émise pour disposer d'une quantité d'énergie donnée. Le ratio dépend de la part des diverses sources d'énergie dans la consommation mondiale.

Chacun des facteurs de l'identité de Kaya peut être relié à un levier d'action mobilisable pour réduire les émissions de CO2 : politique démographique, sobriété économique, efficacité énergétique et transition énergétique vers des énergies moins carbonées.

### Identité simplifiée
Des formes simplifiées de l'identité de Kaya sont parfois utilisées, comme celle-ci :
{\displaystyle \mathrm {CO} _{2}=\mathrm {PIB} \times {\frac {\mathrm {CO} _{2}}{\mathrm {PIB} }}}
où CO2 / PIB est l'intensité carbone de l'économie.

## Utilisation
L'identité de Kaya est utilisée par le Groupe d'experts intergouvernemental sur l'évolution du climat (GIEC) pour analyser l'évolution des émissions de CO2. Ainsi, dans son rapport d'évaluation de 2014, le GIEC montre que la forte hausse de la croissance annuelle des émissions de CO2 sur la période 2000-2010 (2,6 %/an) par rapport aux décennies précédentes résulte d'une forte progression du PIB mondial par habitant, de la poursuite de la croissance de la population et d'un ralentissement de l'amélioration de l'intensité énergétique du PIB. D'autre part, du fait de l'utilisation accrue du charbon, la tendance à la baisse du contenu en CO2 de l'énergie qui avait été observée sur les décennies précédentes s'est inversée.
|         | 1970-1980 | 1980-1990 | 1990-2000 | 2000-2010 |
| CO2     | +2,5 %    | +1,5 %    | +1,1 %    | +2,6 %    |
| POP     | +1,7 %    | +1,7 %    | +1,4 %    | +1,2 %    |
| PIB/POP | +2,0 %    | +1,1 %    | +1,4 %    | +2,3 %    |
| E/PIB   | -1,0 %    | -0,9 %    | -1,5 %    | -1,1 %    |
| CO2/E   | -0,1 %    | -0,5 %    | -0,2 %    | +0,2 %    |

L'identité de Kaya est également utilisée par l'Agence internationale de l'énergie pour analyser l'évolution des émissions de CO2 des énergies fossiles.
En France, l'identité de Kaya a été popularisée par Jean-Marc Jancovici qui l'a utilisée pour montrer les contraintes qui pèsent sur la réduction des émissions de CO2. Ainsi, si la croissance de la population et du niveau de vie se poursuit au rythme actuel (2010), le PIB mondial sera multiplié par trois d'ici à 2050 :
- POP : x 1,90 en 40 ans
- PIB/POP : +2 % par an, soit x 2,2 en 40 ans.

Pour diviser par trois les émissions de CO2 à cet horizon, il faudrait donc diviser par neuf le produit des deux autres termes de l'identité, intensité énergétique du PIB et contenu en CO2 de l'énergie. Or, au vu de leur évolution actuelle, une division par neuf n'est pas réaliste. Il en conclut que la division par trois des émissions de CO2 « a toutes les chances (si l'on peut dire) de provenir d'une baisse des termes POP et/ou PIB/POP, et cela sera d'autant plus vrai que nous aurons tardé à prendre le taureau par les cornes pour « décarboner l'économie » ».

## Quelques ordres de grandeurs
- Émissions annuelles de dioxyde de carbone (CO2) : 34,8 Gt en 2011. Elles ont augmenté de 6,8 Gt entre 2000 et 2010, soit un rythme moyen de + 2,4 % par an[10].
- Population mondiale : 8 milliards en 2022, 7 à 16 milliards en 2100 selon les scénarios. La contribution de la croissance démographique à l'augmentation des émissions de CO2 a été de 3,2 Gt entre 2000 et 2010.
- Intensité énergétique du PIB : 0,16 tep par millier de dollars (à parité de pouvoir d'achat) en 2012. Elle dépend des zones économiques : 0,13 dans l'Organisation de coopération et de développement économiques (OCDE), 0,22 en Chine, 0,29 dans l'Europe hors OCDE et l'Eurasie[6].
- Contenu en CO2 de l'énergie (valeurs pour la France, en kilogramme d'équivalent CO2 par tep d'énergie primaire)[11] :
  - 4 400 à 4 500 pour le charbon
  - 3 754 pour le gazole routier
  - 2 642 pour le gaz naturel
  - 1 650 pour l'électricité d'origine solaire photovoltaïque
  - 420 pour l'électricité d'origine éolienne terrestre
  - 180 pour l'électricité d'origine nucléaire.

## Critiques
Le GIEC souligne les limites de l'identité de Kaya, dont les termes ne constituent pas les causes premières des émissions de CO2 et ne sont pas indépendants les uns des autres. Elle n'est ni une modélisation des causes, ni un modèle de prévision, au niveau macro (agrégée à l'échelle d'un pays ou planétaire) et a fortiori au niveau micro (individuel). Ce n'est qu'une décomposition qui est, par construction, toujours vérifiée.
Ainsi le niveau de vie a une influence sur le taux de natalité. Il met en garde également contre une analyse au niveau global du fait de la grande hétérogénéité des régions du monde, avec des évolutions très différentes des quatre facteurs selon les régions. Le GIEC souligne qu'en l'état actuel des connaissances, il est impossible de faire des prévisions d'émissions de CO2, ce qui l'a conduit à élaborer des scénarios.
D'autres exemples de non-indépendance des paramètres sont également rapportés, comme le fait que l'efficacité énergétique peut conduire à une augmentation des émissions de GES (par effet rebond).
Il est également reproché à l'identité de Kaya de ne pas refléter les interactions complexes au sein du cycle du carbone, ni l'impact de stratégies de stockage du CO2 dans le bois, la formule se focalisant uniquement sur l'émission de CO2.
Mario Bunge a souligné que l'identité de Kaya était une tautologie qui se réduit à {\displaystyle CO_{2}=CO_{2}}, ce qu'il considère comme « incontestable, mais vide ».

## Formes dérivées de l'équation de Kaya

### Secteur des transports
En France, la Stratégie nationale bas carbone (SNBC) s'appuie sur une décomposition en cinq facteurs : maîtrise de la demande de transport (de voyageurs et de marchandises), report modal vers les modes les moins émetteurs, augmentation du taux d'occupation, amélioration de la performance énergétique des véhicules et décarbonation de l’énergie,. D'autres décompositions sont également proposées,.